# Jabbar Patel

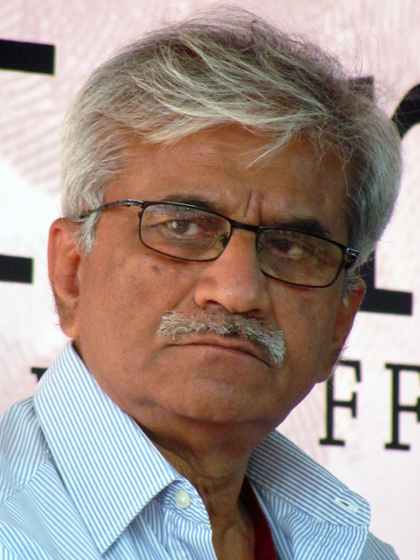
Jabbar Patel, 2010

Jabbar Patel (Marathi: जब्बार पटेल, Jabbār Patel; * 23. Juni 1942 in Pandharpur, Maharashtra) ist ein marathischer indischer Theater- und Filmregisseur und Kinderarzt.

## Leben
Gemeinsam mit seiner Frau, einer Gynäkologin, führte der als Kinderarzt ausgebildete und arbeitende Patel eine Klinik in Daund bei Pune. Neben dieser beruflichen Tätigkeit ist er im marathischen Film und Theater aktiv.
Patel gründete die Theatergruppe „Theatre Academy“, die zu den bekanntesten Vertretern des experimentellen marathischen Theaters gehörte. Sie führte unter anderem erfolgreich Vijay Tendulkars Stück Ghashiram Kotwal (1972) und eine Adaption von Brechts Dreigroschenoper in marathischer Sprache auf, bei der auch Rockmusik und Stilmittel des kommerziellen Hindi-Films zum Einsatz kamen.
1975 hatte Patel sein Debüt als Filmregisseur mit Saamna. Das Drehbuch stammte wie auch bei Patels Produktionen Sinhasan (1979) und Umbartha (1981) aus der Feder des Autors Tendulkar und ist politischen Themas. Der Film ist in Schauspiel und Schauspielern – Hauptrollen übernahmen die Theatergrößen Shreeram Lagoo und Nilu Phule – dem Theater verhaftet. Er lief im Wettbewerb der Berlinale 1975. In Patels bekanntestem Film Umbartha spielt Smita Patil die Rolle einer Frau, die von ihrem Mann, gespielt von Girish Karnad, in einen Frauenashram (ein „Frauenhaus“) davonläuft und desillusioniert schließlich wieder zu ihm zurückkehrt. Als er ihr eröffnet, dass er sich zwischenzeitlich eine Geliebte genommen hat und diese auch weiter behalten will, geht die Frau ihren eigenen Weg. Unter dem Namen Titel Subah wurde auch eine Hindi-Version des Films gedreht.
In der zweiten Hälfte der 1980er Jahre drehte Jabbar Patel ausschließlich Dokumentarfilme. Mit dem Dalit-Drama Mukta (1994) über Kasteismus gewann Patel einen National Film Award für nationale Integration. Nachdem er bereits 1991 einen Dokumentarfilm über Bhimrao Ramji Ambedkar gedreht hatte, schuf er mit Dr. Babasaheb Ambedkar im Jahr 2000 einen Spielfilm über ihn. Die Titelrolle übernahm der keralesische Schauspieler Mammootty.

## Filmografie
- 1975: Saamna
- 1977: Jait Re Jait
- 1979: Sinhasan
- 1981: Umbartha/Subah
- 1986: Musafir
- 1986: Maharashtra (Dokumentarfilm)
- 1987: Mi SM (Dokumentarfilm)
- 1988: Indian Theatre (Dokumentarfilm)
- 1988: Pathik (Dokumentarfilm)
- 1989: Lakshman Joshi (Dokumentarfilm)
- 1990: Sea Forts (Dokumentarfilm)
- 1991: Dr. Babasaheb Ambedkar (Dokumentarfilm)
- 1992: Ek Hota Vidushak
- 1994: Mukta
- 2000: Dr. Babasaheb Ambedkar